# Giovanni Tortelli
Giovanni Tortelli (Capolona, 1400 – 1466) è stato un umanista italiano.
Laureato in medicina, soggiornò a Costantinopoli dal 1435 al 1437; divenuto anche teologo, nel 1449 divenne cubiculario papale.
Coaudiutore di papa Niccolò V, fu nominato bibliotecario della Biblioteca Vaticana dal pontefice, ma venne repentinamente sostituito dal neoeletto Callisto III.
La sua opera più importante è il trattato di dialettica Orthographia (post. 1471).